# Iglesia de San Luis Obispo

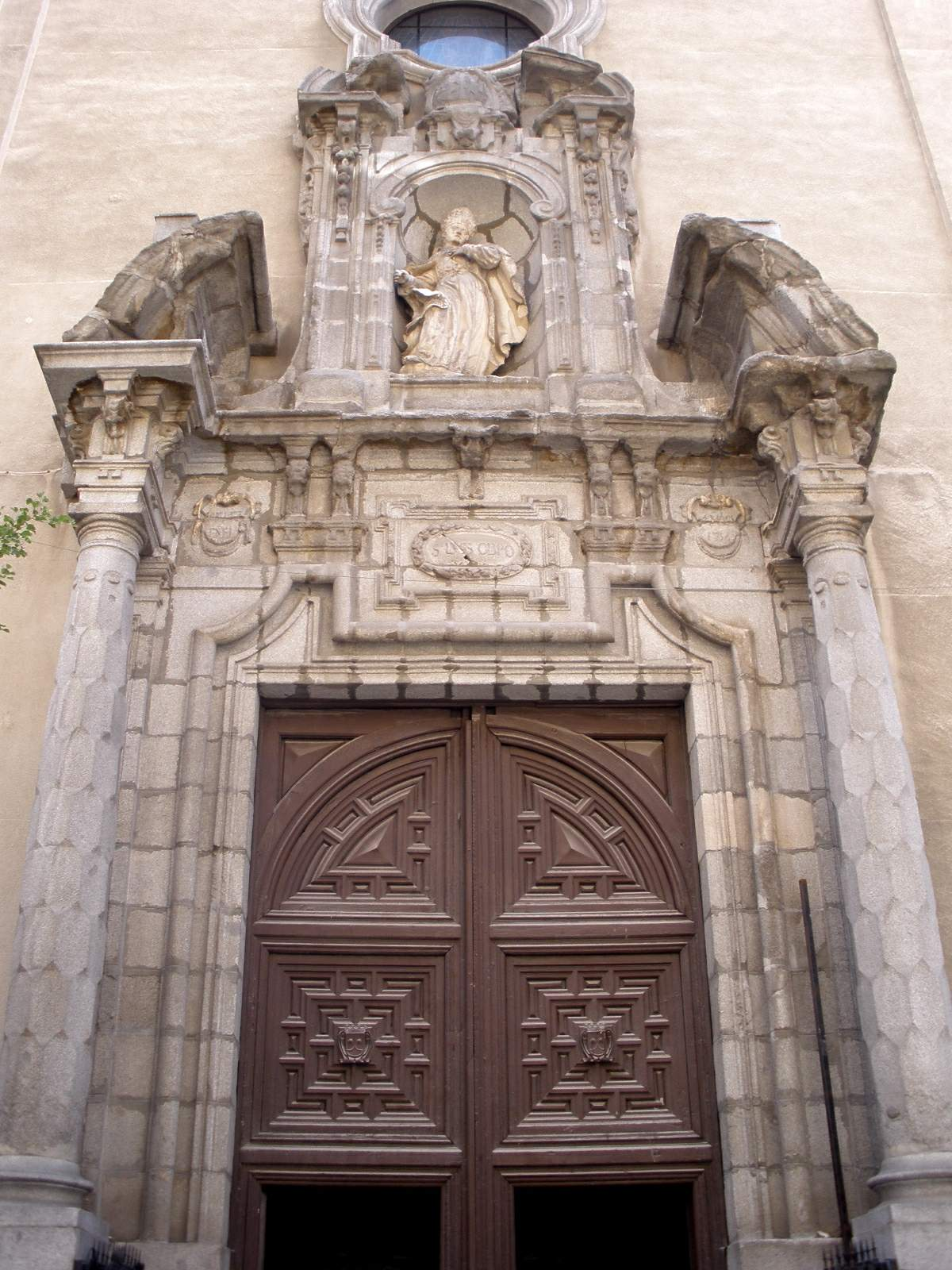
Portada original de la iglesia de San Luis Obispo, trasladada en 1950 a la iglesia del Carmen.

La iglesia de San Luis Obispo fue un templo católico de la ciudad española de Madrid, bajo la advocación del santo Luis de Anjou. Estaba situado en la parte alta de la calle de la Montera, en el entorno de la Red de San Luis.

## Descripción
Construida entre 1679 y 1689, por Tomás Román sobre una construcción previa que databa del siglo xvi, la iglesia fue incendiada el 13 de marzo de 1936, durante la Segunda República Española. Era la iglesia a la que Unamuno iba a misa en la década de 1880. Los restos fueron demolidos en 1943.
El retablo mayor, obra de Juan de Villanueva, databa de 1734-1740. Solo se conservó el pórtico, de estilo barroco, que años después, hacia 1950, terminaría trasladándose a la iglesia del Carmen. El encargado de la erección de la portada en el siglo XVII fue José Jiménez Donoso.
Ramón de Mesonero Romanos la describía hacia 1831 de la siguiente manera:

San Luis. Esta parroquia, que hasta hace pocos años fue ayuda de san Ginés, tiene su iglesia grande y bastante bien construida en la calle de la Montera. Concluyóse en 1689, y la portada acredita el gusto de José Donoso, uno de los corruptores de la arquitectura; pero aun es más extravagante el retablo del altar mayor que ha quedado para afrenta del buen gusto con algunos otros de su clase
Ramón de Mesonero Romanos (Mesonero Romanos, 1831, p. 141)

Una vez que la iglesia desapareció, la titularidad de la parroquia pasó a la vecina iglesia del Carmen -que es conocida oficialmente como "Nuestra Señora del Carmen y San Luis Obispo"- adonde, como ya se dijo, se trasladó también el pórtico.